# Mannokeraia apterus
Mannokeraia apterus är en stekelart som beskrevs av Van Achterberg 1995. Mannokeraia apterus ingår i släktet Mannokeraia och familjen bracksteklar. Inga underarter finns listade i Catalogue of Life.